# The King of Rock 'n' Roll: The Complete 50's Masters
| Recensione                    | Giudizio |
| ----------------------------- | -------- |
| AllMusic                      | [ 2 ]    |
| Encyclopedia of Popular Music | [ 3 ]    |
| MusicHound                    | [ 4 ]    |
| Q                             | [ 5 ]    |
| The Rolling Stone Album Guide | [ 6 ]    |
| Rough Guides                  | [ 7 ]    |

The King of Rock 'n' Roll: The Complete 50's Masters (1992, BMG Music) è un cofanetto antologico (box set) di Elvis Presley.

## Descrizione
L'opera raccoglie tutto il materiale in studio uscito a nome di Elvis Presley dall'esordio fino al 1959 inciso in varie sessioni e in diversi studi di registrazione tra l'Estate 1953 e l'11 giugno 1958 (compresi tutti i brani delle colonne sonore dei suoi films dell'epoca e molte rarità, su tutte il primo singolo My Happiness originariamente realizzato in versione "acetato" come regalo di compleanno per la madre Gladys). Il cofanetto è suddiviso in 5 cd: mentre i primi quattro includono tutti i masters pubblicati in quel periodo di tempo (in conclusione del quarto disco sono collocati i momenti salienti di un'inedita conferenza stampa concessa da Elvis il 22 settembre 1958 all'inizio del servizio militare, pochi giorni prima di partire per l'allora Germania Ovest), il quinto disco invece contiene alcune versioni alternative di registrazioni in studio (le migliori tra quelle conosciute secondo alcuni esperti), inediti live e di studio e demo. Incluso nel "boxset" si trova pure un libro con foto d'epoca, discografie complete (sia statunitense che britannica) del periodo, dati sulle sessioni d'incisione curati da Ernst Mikael Jorgensen ed Erik Rasmussen oltre alle note biografiche scritte da Peter Guralnick, vera e propria anticipazione del 1992 della sua allora imminente monografia in due atti su Presley (la prima parte Last Train to Memphis fu pubblicata originariamente nel 1994 e la seconda Careless Love nel 1999).

## Tracce

### CD 1
1. My Happiness – 2:31 (Peterson/Bergantine)
2. That's All Right – 1:55 (Arthur Crudup)
3. I Love You Because – 2:42 (Leon Payne)
4. Harbor Lights – 2:35 (Kennedy/Williams)
5. Blue Moon of Kentucky – 2:02 (Bill Monroe)
6. Blue Moon – 2:31 (Hart/Rodgers)
7. Tomorrow Night – 2:58 (Coslow/Grosz)
8. I'll never Let You Go (Little Darlin') – 2:24 (Jimmy Wakely)
9. I Don't Care If the Sun Don't Shine – 2:27 (Mack David)
10. Just Because – 2:32 (Shelton/Shelton/Robin)
11. Good Rockin' Tonight – 2:12 (Roy Brown)
12. Milkcow Blues Boogie – 2:38 (Kokomo Arnold)
13. You're Heartbreaker – 2:12 (Jack Salee)
14. Baby Let's Play House – 2:15 (Arthur Gunter)
15. I'm Left, You're Right, She's Gone – 2:36 (Kesler/Taylor)
16. Mystery Train – 2:24 (Parker/Phillips)
17. I Forgot to Remember to Forget – 2:28 (Kesler/Feathers)
18. Trying to Get to You – 2:31 (McCoy/Singleton)
19. When It Rains It Really Pours – 2:01 (W.R.Emerson)
20. I Got a Woman – 2:23 (Ray Charles)
21. Heartbreak Hotel – 2:08 (Axton/Durden/Presley)
22. Money Honey – 2:34 (Jesse Stone)
23. I'm Counting On You – 2:24 (Don Robertson)
24. I Was the One – 2:33 (Schroeder/De Metruis/Blair/Peppers)
25. Blue Suede Shoes – 1:58 (Carl Perkins)
26. My Baby Left Me – 2:11 (Arthur Crudup)
27. One-Sided Love Affair – 2:09 (Bill Campbell)
28. So Glad You're Mine – 2:20 (Arthur Crudup)
29. I'm Gonna Sit Right Down and Cry (Over You) – 2:01 (Thomas/Biggs)
30. Tutti Frutti – 1:58 (LaBostrie/Penniman)

Durata totale: 70:33

### CD 2
1. Lawdy Miss Clawdy – 2:08 (Lloyd Price)
2. Shake, Rattle and Roll – 2:37 (Charles Calhoun)
3. I Want You, I Need You, I Love You – 2:40 (Mysels/Kosloff)
4. Hound Dog – 2:16 (Leiber/Stoller)
5. Don't Be Cruel – 2:02 (Blackwell/Presley)
6. Any Way You Want Me (That's How I Will Be) – 2:13 (Schroeder/Owens)
7. We're Gonna Move – 2:30 (Presley/Matson)
8. Love Me Tender – 2:41 (Presley/Matson)
9. Poor Boy – 2:13 (Presley/Matson)
10. Let Me – 2:08 (Presley/Matson)
11. Playing for Keeps – 2:50 (Stanley A.Kesler)
12. Love Me – 2:43 (Leiber/Stoller)
13. Paralyzed – 2:23 (Blackwell/Presley)
14. How Do You Think I Feel – 2:10 (Walker/Pierce)
15. How's the World Treating You – 2:23 (Atkins/Bryant)
16. When My Blue Moon Turns to Gold Again – 2:20 (Walker/Sullivan)
17. Long Tall Sally – 1:51 (Johnson/Penniman/Blackwell)
18. Old Shep – 4:10 (Red Foley)
19. Too Much – 2:31 (Rosenberg/Weinman)
20. Anyplace Is Paradise – 2:26 (Joe Thomas)
21. Ready Teddy – 1:56 (Blackwell/Marascalco)
22. First In Line – 3:22 (Schroeder/Weisman)
23. Rip It Up – 1:53 (Blackwell/Marascalco)
24. I Believe – 2:05 (Drake/Graham/Shirl/Stillman)
25. Tell Me Why – 2:05 (Titus Turner)
26. Got a Lot O'Livin' to Do! – 2:31 (Schroeder/Weisman)
27. All Shook Up – 1:56 (Blackwell/Presley)
28. Mean Woman Blues – 2:15 (Claude De Metruis)
29. (There'll Be) Peace In The Valley (For Me) – 3:21 (Thomas A.Dorsey)

Durata totale: 70:39

### CD 3
1. That's When Your Heartaches Begins – 3:20 (Raskin/Brown/Fisher)
2. Take My Hand, Precious Lord – 3:16 (Thomas A.Dorsey)
3. It Is No Secret (What God Can Do) – 3:53 (Stuart Hamblen)
4. Blueberry Hill – 2:39 (Lewis/Stock/Rose)
5. Have I Told You Lately that I Love You – 2:31 (Scott Wiseman)
6. Is It So Strange – 2:28 (Faron Young)
7. Party – 1:26 (Jessie Mae Robinson)
8. Lonesome Cowboy – 3:01 (Tepper/Bennett)
9. Hot Dog – 1:12 (Leiber/Stoller)
10. One Night of Sin – 2:35 (Bartholemew/King)
11. (Let Me Be Your) Teddy Bear – 1:45 (Mann/Lowe)
12. Don't Leave Me Now – 1:58 (Schroeder/Weisman)
13. I Beg of You – 1:50 (McCoy/Owens)
14. One Night – 2:29 (Bartholemew/King)
15. True Love – 2:05 (Cole Porter)
16. I Need You So – 2:37 (Ivory Joe Hunter)
17. Loving You – 2:12 (Leiber/Stoller)
18. When It Rains It Really Pours – 1:47 (W.R.Emerson)
19. Jailhouse Rock – 2:26 (Leiber/Stoller)
20. Young and Beautiful – 2:02 (Silver/Schroeder)
21. I Want to Be Free – 2:12 (Leiber/Stoller)
22. (You're So Square) Baby I Don't Care – 1:51 (Leiber/Stoller)
23. Don't Leave Me Now – 2:05 (Schroeder/Weisman)
24. Blue Christmas – 2:07 (Hayes/Johnson)
25. White Christmas – 2:23 (Irving Berlin)
26. Here Comes Santa Claus (Right Down Santa Claus Lane) – 1:54 (Autry/Haldeman)
27. Silent Night – 2:23 (Mohr/Gruber)
28. O Little Town of Bethlehem – 2:35 (Redner/Brooks)
29. Santa Bring My Baby Back (To Me) – 1:51 (Schroeder/De Metruis)
30. Santa Claus Is Back In Town – 2:22 (Leiber/Stoller)
31. I'll Be Home for Christmas – 1:53 (Ram/Kent/Gannon)

Durata totale: 71:08

### CD 4
1. Treat Me Nice – 2:10 (Leiber/Stoller)
2. My Wish Came True – 2:33 (Ivory Joe Hunter)
3. Don't – 2:48 (Leiber/Stoller)
4. Danny – 1:51 (Wise/Weisman)
5. Hard Headed Woman – 1:53 (Claude De Metruis)
6. Trouble – 2:16 (Leiber/Stoller)
7. New Orleans – 1:58 (Tepper/Bennett)
8. Crawfish – 1:38 (Wise/Weisman)
9. Dixieland Rock – 1:46 (Schroeder/Frank)
10. Lover Doll – 2:09 (Wayne/Silver)
11. Don't Ask Me Why – 2:06 (Wise/Weisman)
12. As Long As I Have You – 1:50 (Wise/Weisman)
13. King Creole – 2:08 (Leiber/Stoller)
14. Young Dreams – 2:23 (Kalmanoff/Schroeder)
15. Steadfast, Loyal And True – 1:15 (Leiber/Stoller)
16. Doncha' Think It's Time – 1:54 (Otis/Dixon)
17. Your Cheatin' Heart – 2:24 (Hank Williams)
18. Wear My Ring Around Your Neck – 2:13 (Carroll/Moody)
19. I Need Your Love Tonight – 2:04 (Wayne/Reichner)
20. A Big Hunk O'Love – 2:12 (Schroeder/Wyche)
21. Ain't that Loving You Baby – 2:22 (Hunter/Otis)
22. (Now and Then There's) A Fool Such as I – 2:36 (Bill Trader)
23. I Got Stung – 1:49 (Schroeder/Hill)
24. Interview With Elvis – 12:34 – momenti salienti inediti della conferenza stampa del 22 settembre 1958

Durata totale: 60:52

### CD 5: Rare and Rockin'
1. That's Where Your Heartaches Begin – 2:46 (Raskin/Brown/Fisher) – originario Lato B di My Happiness
2. Fool, Fool, Fool – 1:51 (Nugetre) – demo in versione acetato
3. Tweedle Dee – 2:07 (Winfield Scott) – live
4. Maybellene – 1:58 (Chuck Berry) – live
5. Shake, Rattle and Roll – 2:16 (Charles Calhoun) – demo inedito in versione acetato
6. Blue Moon of Kentucky – 1:03 (Bill Monroe) – Take non identificata, una delle primissime
7. Blue Moon – 2:55 (Hart/Rogers) – Take 1, "outtake" inedito
8. I'm Left, You're Right, She's Gone – 2:40 (Kesler/Taylor) – Take 11, "outtake"
9. Reconsider Baby – 2:53 (Lowell Fulson) – estratto inedito di una jam session di The Million Dollar Quartet
10. Lawdy Miss Clawdy – 2:07 (Lloyd Price) – Take 3, "outtake" inedito
11. Shake, Rattle and Roll – 2:25 (Charles Calhoun) – Take 8, "outtake" inedito
12. I Want You, I Need You, I Love You – 2:40 (Mysels/Kosloff) – Take 16, "outtake" inedito
13. Heartbreak Hotel – 2:54 (Axton/Durden/Presley) – live
14. Long Tall Sally – 2:15 (Johnson/Penniman/Blackwell) – live
15. Blue Suede Shoes – 4:59 (Carl Perkins) – live
16. Money Honey – 3:16 (Jesse Stone) – live
17. We're Gonna Move – 2:30 (Presley/Matson) – Take 4, "outtake" inedito
18. Old Shep – 3:53 (Red Foley) – Take 5, alternate master inedito
19. I Beg of You – 1:51 (McCoy/Owens) – Take 12, alternate master
20. Loving You (slow version) – 1:48 (Leiber/Stoller) – Take 12, master inedito
21. Loving You (uptempo version) – 1:24 (Leiber/Stoller) – Take 13, "alternate take" inedito
22. Young and Beautiful – 1:09 (Silver/Schroeder) – Take 3, "alternate master" inedito
23. I Want to Be Free – 2:06 (Leiber/Stoller) – Take 10, alternate master inedito
24. King Creole – 2:04 (Leiber/Stoller) – Take 3, alternate master
25. As Long as I Have You – 1:24 (Wise/Weisman) – Take 8, alternate master
26. Ain't That Loving You Baby (fast version) – 1:48 (Hunter/Otis) – Take 11, "outtake"

Durata totale: 61:02

## Musicisti

### CD 1
- Traccia 1: Elvis Presley - chitarra acustica.
- Tracce 2-14: Scotty Moore - chitarra elettrica; E.Presley - chitarra; Bill Black - contrabbasso.[10]
- Traccia 15: S.Moore - chit. el.; E.Presley - chit.; B.Black - contrab.; Jimmie Lott - batteria.[11]
- Tracce 16-19: S.Moore - chit. el.; E.Presley - chit.; B.Black - contrab.; Johnny Bernero - batt.; Ignoto - pianoforte.[12]
- Tracce 20-24: S.Moore e Chet Atkins - chit. el.; E.Presley - chit.; B.Black - contrab.; D. J. Fontana - batt.; Floyd Cramer - piano; Gordon Stocker, Ben & Brock Speer - cori.[12]
- Tracce 25-30: S.Moore - chit. el.; E.Presley - chit.; B.Black - contrab.; D.J.Fontana - batt.; Shorty Long - piano.[13]

### CD 2
- Tracce 1 e 2: S.Moore - chit. el.; E.Presley - chit.; B.Black - contrab.; D.J.Fontana - batt.; S.Long - piano.[14]
- Traccia 3: S.Moore e C.Atkins - chit. el.; E.Presley - chit.; B.Black - contrab.; D.J.Fontana - batt.; Marvin Hughes - piano; G.Stocker, B. & B. Speer - cori.[14]
- Tracce 4-6: S.Moore - chit. el.; E.Presley - chit. acus.; B.Black - contrab.; D.J.Fontana - batt.; S.Long (eccetto brano 4) e G.Stoker (brano 4) - piano; The Jordanaires - cori.[14]
- Tracce 7-10: Vito Mumolo - chit. el.; Mike "Myer" Rubin - contrab.; Richard Cornell - batt.; Luther Rountree - banjo; Dom Frontieri (brani 7-9) e Carl Fortina (brano 10) - fisarmonica; Rad Robinson, Jon Dodson e Charles Prescott - cori.[14]
- Tracce 11-29: S.Moore - chit. el.; E.Presley - chit. e piano (brani 11-23); B.Black - contrab.; D.J.Fontana - batt.; G.Stocker - piano; The Jordanaires - cori.[15]

### CD 3
- Tracce 1 e 2: S.Moore - chit.el.; E.Presley - chit.; B.Black - contrab.; D.J.Fontana - batt.; G.Stoker - piano; The Jordanaires - cori.[15]
- Tracce 3-6: S.Moore - chit.el.; E.Presley - chit.; B.Black - contrab.; D.J.Fontana - batt.; Dudley Brooks - piano; Hoyt Hawkins - organo; The Jordanaires - cori.[16]
- Tracce 7-9: S.Moore e Tiny Timbrell - chit.el.; B.Black - contrab.; D.J.Fontana - batt.; D.Brooks, G.Stoker e H.Hawkins - piano; George Fields - armonica; The Jordanaires - cori.[16]
- Tracce 10-18: S.Moore - chit.el.; E.Presley - chit.; B.Black - contrab.; D.J.Fontana - batt.; D.Brooks - piano; The Jordanaires - cori.[17]
- Tracce 19-23: S.Moore - chit.el.; E.Presley - chit. e contrab. (solamente brano 22); D.J.Fontana - batt.; D.Brooks e Mike Stoller - piano; The Jordanaires - cori.[18]
- Tracce 24-31: S.Moore - chit.el.; E.Presley - chit.; B.Black - contrab.; D.J.Fontana - batt.; D.Brooks - piano; Millie Kirkham - canto; The Jordanaires - cori.[19]

### CD 4
- Tracce 1-3: S.Moore - chit.el.; E.Presley - chit.; B.Black - contrab.; D.J.Fontana - batt.; D.Brooks - piano; M.Kirkham - canto; The Jordanaires - cori.[19]
- Tracce 4-15: S.Moore - chit.el.; B.Black - contrab.; Ray Siegel - basso tuba; Neal Matthews - basso elettrico; D.J.Fontana e Bernie Mattinson  (solamente brani 13 e 14) - batt.; G.Stoker - bonghi; H.Hawkins - piatti; D.Brooks - piano; Mahlon Clark - clarinetto; John Ed Buckner - tromba; Justin Gordon - sassofono; Elmer Schneider  (escluso brani 13 e 14) e Warren D.Smith (solamente nei brani 13 e 14) - trombone; Kitty White (solamente brano 8) - canto; The Jordanaires - cori.[19]
- Tracce 16-18: S.Moore e T.Timbrell - chit.el.; E.Presley - chit.; B.Black - contrab.; D.J.Fontana - batt.; D.Brooks - piano; The Jordanaires - cori.[20]
- Tracce 19-23: Hank Garland e C.Atkins - chit.el.; E.Presley - chit.; Bob Moore - contrab.; D.J.Fontana - batt.; F.Cramer - piano; Buddy Harman - bonghi; The Jordanaires - cori.[20]

### CD 5: Rare and Rockin'
- Traccia 1: E.Presley - chit.acus.[21]

- Tracce 2 e 4-7: E.Presley - chit.; S.Moore - chit.el.; B.Black - contrab.[10][21]

- Traccia 3: E.Presley - chit.; S.Moore - chit.el.; Jimmy Day - steel guitar; B.Black - contrab.; F.Cramer - piano.[21]

- Traccia 8: S.Moore - chit.el.; E.Presley - chit.; B.Black - contrab.; J.Lott - batt.[11]

- Traccia 9: E.Presley - chit.; Carl Perkins - chit.el.; Clayton Perkins - contrab.; W.S.Holland - batt.; Jerry Lee Lewis - piano.[21]

- Tracce 10-11: S.Moore - chit.el.; E.Presley - chit.; B.Black - contrab.; D.J.Fontana - batt.; S.Long - piano.[14]

- Traccia 12: S.Moore e C.Atkins - chit.el.; E.Presley - chit.; B.Black - contrab.; D.J.Fontana - batt.; M.Hughes - piano; G.Stoker, B. & B.Speer - cori.[14]

- Tracce 13-16: E.Presley - chit.; S.Moore - chit.el.; B.Black - contrab.; D.J.Fontana - batt.; con Freddy Martin e la sua Orchestra.[21]

- Traccia 17: V.Mumolo - chit.; M.M.Rubin - contrab.; R.Cornell - batt.; L.Rountree - banjo; D.Frontieri - fisarm.[14]

- Tracce 18 e 19: S.Moore - chit.el.; E.Presley - chit. e piano (solamente brano 18); B.Black - contrab.; D.J.Fontana - batt.; G.Stoker - piano; The Jordanaires - cori.[15]

- Tracce 20 e 21: S.Moore e T.Timbrell - chit.el.; B.Black - contrab.; D.J.Fontana - batt.; D.Brooks, G.Stoker e H.Hawkins - piano; G.Fields - armonica; The Jordanaires - cori.[16]

- Tracce 22 e 23: S.Moore - chit.el.; E.Presley - chit.; B.Black - contrab.; D.J.Fontana - batt.; D.Brooks e M.Stoller - piano; The Jordanaires - cori.[18]

- Tracce 24 e 25: S.Moore - chit.el.; B.Black - contrab.; R.Siegel - basso tuba; N.Matthews - basso el.; D.J.Fontana - batt.; G.Stoker - bonghi; H.Hawkins - piatti; D.Brooks - piano; M.Clark - clar.; J.E.Buckner - tr.; J.Gordon - sax; E.Schneider - tromb.; The Jordanaires - cori.[19]

- Traccia 26: H.Garland e C.Atkins - chit.el.; E.Presley - chit.; B.Moore - contrab.; D.J.Fontana - batt.; F.Cramer - piano; B.Harman - bonghi; The Jordanaires - cori.[20]

## Date e luoghi d'incisione

### CD 1
- Traccia 1: Estate 1953 presso i Sun Studios di Memphis, Tennessee.[22]

- Tracce 2 e 3: 5 luglio 1954 presso i Sun Studios di Memphis.[23]

- Tracce 4 e 5: 5 o 6 luglio 1954 presso i Sun Studios di Memphis.[23]

- Traccia 6: 19 agosto 1954 presso i Sun Studios di Memphis.[23]

- Tracce 7 e 8: 10 settembre 1954 presso i Sun Studios di Memphis.[11]

- Tracce 9-11: settembre 1954 presso i Sun Studios di Memphis.[11]

- Tracce 12 e 13: novembre o dicembre 1954 (probabilmente 15 novembre e/o 20 dicembre) presso i Sun Studios di Memphis.[11]

- Traccia 14: 5 febbraio 1955 presso i Sun Studios di Memphis.[11]

- Traccia 15:  5 marzo 1955 presso i Sun Studios di Memphis.[11]

- Tracce 16-18:  11 luglio 1955 presso i Sun Studios di Memphis.[12]

- Traccia 19:  tra agosto e ottobre 1955 presso i Sun Studios di Memphis.[12]

- Tracce 20-22:  10 gennaio 1956 agli RCA Studios di Nashville, Tennessee .[12]

- Tracce 23 e 24:  11 gennaio 1956 agli RCA Studios di Nashville.[12]

- Tracce 25-28:  30 gennaio 1956 agli RCA Studios di New York.[12]

- Tracce 29 e 30:  31 gennaio 1956  agli RCA Studios di New York.[13]

### CD 2
- Tracce 1 e 2: 3 febbraio 1956 agli RCA Studios di New York.[13]

- Traccia 3: 11 aprile 1956 agli RCA Studios di Nashville.[14]

- Tracce 4-6: 2 luglio 1956 agli RCA Studios di New York.[14]

- Tracce 7 e 8: 24 agosto 1956 al 20th Century Fox Stage 1 di Hollywood, California.[14]

- Traccia 9: 24 agosto e 5 settembre 1956 al 20th Century Fox Stage 1 di Hollywood.[14]

- Traccia 10: 4 e 5 settembre 1956 al 20th Century Fox Stage 1 di Hollywood.[14]

- Tracce 11,12,14 e 15: 1º settembre 1956 presso i Radio Recorders di Hollywood.[15]

- Tracce 13, 16-20: 2 settembre 1956 presso i Radio Recorders di Hollywood.[15]

- Tracce 21-23: 3 settembre 1956 presso i Radio Recorders di Hollywood.[15]

- Tracce 24-27: 12 gennaio 1957 presso i Radio Recorders di Hollywood.[15]

- Tracce 28 e 29: 13 gennaio 1957 presso i Radio Recorders di Hollywood.[15]

### CD 3
- Tracce 1 e 2: 13 gennaio 1957 presso i Radio Recorders di Hollywood.[15]

- Tracce 3-6: 19 gennaio 1957 presso i Radio Recorders di Hollywood.[16]

- Tracce 7-9: tra il 15 e il 18 gennaio oppure tra il 21 e il 22 gennaio 1957 presso i Radio Recorders di Hollywood.[16]

- Tracce 10 e 11: 24 gennaio 1957 presso i Radio Recorders di Hollywood.[16]

- Tracce 12-16: 23 febbraio 1957 presso i Radio Recorders di Hollywood.[18]

- Tracce 17 e 18: 24 febbraio 1957 presso i Radio Recorders di Hollywood.[18]

- Tracce 19-23: 30 aprile 1957 presso i Radio Recorders di Hollywood.[18]

- Traccia 24: 5 settembre 1957 presso i Radio Recorders di Hollywood.[19]

- Tracce 25-27: 6 settembre 1957 presso i Radio Recorders di Hollywood.[19]

- Tracce 28-31: 7 settembre 1957 presso i Radio Recorders di Hollywood.[19]

### CD 4
- Traccia 1: 5 settembre 1957 presso i Radio Recorders di Hollywood.[19]

- Tracce 2 e 3: 6 settembre 1957 presso i Radio Recorders di Hollywood.[19]

- Traccia 4: gennaio 1958 presso i Radio Recorders di Hollywood.[19]

- Tracce 5-8: 15 gennaio 1958 presso i Radio Recorders di Hollywood.[19]

- Tracce 9-12: 16 gennaio 1958 presso i Radio Recorders di Hollywood.[19]

- Traccia 13: 15 e 23 gennaio 1958 presso i Radio Recorders di Hollywood.[19]

- Traccia 14: 23 gennaio 1958 presso i Radio Recorders di Hollywood.[19]

- Traccia 15: 15 o 16 oppure 23 gennaio 1958 presso i Radio Recorders di Hollywood.[19]

- Traccia 16-18: 1º febbraio 1958 presso i Radio Recorders di Hollywood.[20]

- Tracce 19-22: 10 giugno 1958 agli RCA Studios di Nashville.[20]

- Traccia 23: 11 giugno 1958 agli RCA Studios di Nashville.[20]

- Traccia 24: 22 settembre 1958, conferenza stampa a Brooklyn, New York.[24]

### CD 5: Rare and Rockin'
- Traccia 1: Estate 1953 presso i Sun Studios di Memphis.[21][22]

- Tracce 2 e 5: inizio del 1955 presso Lubbock, Texas.[21]

- Traccia 3: 18 dicembre 1954 presso Gladewater, Texas.[21]

- Traccia 4: agosto 1955 presso il Municipal Auditorium di Shreveport, Louisiana.[21]

- Traccia 6: luglio 1954 presso i Sun Studios di Memphis.[21]

- Traccia 7: 19 agosto 1954 presso i Sun Studios di Memphis.[21][23]

- Traccia 8: 5 marzo 1955 presso i Sun Studios di Memphis.[11][21]

- Traccia 9: 4 dicembre 1956 presso i Sun Studios di Memphis.[21]

- Tracce 10 e 11: 2 febbraio 1956 agli RCA Studios di New York.[12][21]

- Traccia 12: 11 aprile 1956 agli RCA Studios di Nashville.[14][21]

- Tracce 13-16: 6 maggio 1956 al New Frontier Hotel di Las Vegas, Nevada.[21]

- Traccia 17: 24 agosto 1956 al 20th Century Fox Stage 1 di Hollywood.[14][21]

- Traccia 18: 2 settembre 1956 presso i Radio Recorders di Hollywood.[15][21]

- Traccia 19: 13 gennaio 1957 presso i Radio Recorders di Hollywood.[15][21]

- Tracce 20 e 21: 14 febbraio 1957 presso i Radio Recorders di Hollywood.[16][21]

- Tracce 22 e 23: 30 aprile 1957 presso i Radio Recorders di Hollywood.[18][21]

- Traccia 24: 15 gennaio 1958 presso i Radio Recorders di Hollywood.[19][21]

- Traccia 25: 16 gennaio 1958 presso i Radio Recorders di Hollywood.[19][21]

- Traccia 26: 10 giugno 1958 agli RCA Studios di Nashville.[20][21]

## Fonti
Dati ricavati dalla "Sessionography" (cioè l'elenco in ordine cronologico delle sessioni di registrazione) a cura di Ernst Mikael Jorgensen ed Erik Rasmussen inclusa nel libro interno al cofanetto (per il CD 5 fonte di base è il libretto dello stesso).